# Triaspis armeniaca
Triaspis armeniaca är en stekelart som beskrevs av Vladimir Ivanovich Tobias 1976. Triaspis armeniaca ingår i släktet Triaspis och familjen bracksteklar. Inga underarter finns listade i Catalogue of Life.